# Dolabritor spineus
Espèce
Dolabritor spineus est une espèce d'araignées aranéomorphes de la famille des Linyphiidae.

## Distribution
Cette espèce est endémique du département de Cundinamarca en Colombie,. Elle se rencontre entre 2 750 et 3 230 m d'altitude sur le Páramo de Monserrate et le Cerro del Chocolatero.

## Description
Les mâles mesurent de 1,6 à 2,0 mm et la femelle 1,7 mm,.

## Publication originale
- Millidge, 1991 : Further linyphiid spiders (Araneae) from South America. Bulletin of the American Museum of Natural History, no 205, p. 1-199 (texte intégral).